# Jimmy Persson
Jimmy Persson ( Kristianstad, 1942 - ) es un botánico y fitogeógrafo sueco. Se desempeñó en el "Departamento de Mejoramiento Vegetal", Svalov, Suecia; y trabajó intensamente en el género Colchicum de la familia Colchicaceae.

## Honores

### Epónimos
- (Asteraceae) Taraxacum perssonii Plaglund ex Sahlin & Soest[1]
- (Plantaginaceae) Plantago perssonii Pilg.[2]

- La abreviatura «J.Perss.» se emplea para indicar a Jimmy Persson como autoridad en la descripción y clasificación científica de los vegetales.[3]